# Tal Ben Haim (Fußballspieler, 1982)
Tal Ben Haim; hebräisch טל בן חיים ; (* 31. März 1982 in Rischon LeZion) ist ein israelischer ehemaliger Fußballspieler, der zuletzt bei Beitar Jerusalem unter Vertrag stand.

## Karriere

### Vereine
Tal Ben Haim begann seine Fußballkarriere in Israel bei Maccabi Tel Aviv. Im Jahr 1998 wurde er erstmals für den Profikader nominiert. 2003 gewann er dort die israelische Meisterschaft.
Zur Saison 2004/05 wechselte Ben Haim in die englische Premier League, zu den Bolton Wanderers. Dort etablierte er sich als einer der besten Innenverteidiger der Liga. Er durfte einige Male die Kapitänsbinde tragen und wurde 2005 zum besten Spieler Boltons gewählt.
Im Juni 2007 gab der FC Chelsea die Verpflichtung von Tal Ben Haim bekannt. Ben Haim kam ablösefrei und erhielt einen Vierjahresvertrag bis 2011. Beim FC Chelsea spielte bereits sein Landsmann Ben Sahar. Bereits 2008 wechselte er jedoch zu Manchester City, wurde von den Citizens aber im Januar 2009 an den AFC Sunderland ausgeliehen und im anschließenden Sommer 2009 an den FC Portsmouth verkauft.
Nachdem der FC Portsmouth aus der Premier League abgestiegen war, wechselte Ben Haim leihweise zu West Ham United. Der Leihvertrag lief allerdings nur bis Januar 2011, er traf dort auf seinen ehemaligen Trainer Avram Grant, der ebenfalls Israeli ist. Im Sommer 2012 wurde sein Vertrag beim FC Portsmouth aufgelöst und er war vereinslos. Anfang Januar 2013 unterschrieb er einen Vertrag beim Premier-League-Klub Queens Park Rangers bis zum Ende der Saison 2012/13.
Zur Saison 2013/14 wechselte Tal Ben Haim ablösefrei nach Belgien zu Standard Lüttich. Nachdem er nur 15 Spiele wettbewerbsübergreifend für die Belgier absolviert hatte, unterschrieb er am 11. Juli 2014 einen Vertrag in der englischen zweiten Liga mit einer Laufzeit von einem Jahr bei Charlton Athletic.
Nachdem sein Vertrag nicht mehr verlängert worden war, wechselte Ben Haim im Sommer 2015 zurück zu seinem Jugendverein Maccabi Tel Aviv in die Israelische Liga.
2018 wechselte Ben Haim ablösefrei zum Ligakonkurrenten Beitar Jerusalem, wo er 2021 seine Karriere beendete.

### Nationalmannschaft
Ben Haim gab am 13. Februar 2002 gegen Deutschland sein Debüt in der A-Nationalmannschaft Israels und etablierte sich schnell als Stammspieler.